# Schneisingen
Schneisingen (schweizertyska: Schnäisige) är en ort och kommun i distriktet Zurzach i kantonen Aargau, Schweiz. Kommunen har 1 562 invånare (2023).